# Apamea gelida
Apamea gelida är en fjärilsart som beskrevs av Achille Guenée 1852. Apamea gelida ingår i släktet Apamea och familjen nattflyn. Inga underarter finns listade i Catalogue of Life.